# یولین دهور
یولین دهور (هلندی: Jolien D'Hoore؛ زادهٔ ۱۴ مارس ۱۹۹۰) دوچرخه‌سوار اهل بلژیک است.
از باشگاه‌هایی که در آن بازی کرده‌است می‌توان به بولز–دولمنز اشاره کرد.
وی در مسابقات کشوری و بین‌المللی در مجموع برندهٔ ۲ مدال طلا، ۳ مدال نقره، ۵ مدال برنز شده‌است.